# 南ブーフ川
南ブーフ川（みなみブーフがわ、ウクライナ語: Південний Буг ピヴデンヌィ・ブーフ）は、黒海に注ぐウクライナの河川の一つ。長さは約806kmで、流域面積は約63,700km2である。南ブグ川（ロシア語: Южный Буг ユジニ・ブグ）とも。

## 概要
南ブーフ川は、ポジーリャ地方の湿地地帯に始まり、フメリニツキー州、ヴィーンヌィツャ州、キロヴォフラード州、ムィコラーイウ州の草原地帯を通り抜き、黒海のドニプロ・ブーフ潟へ流れている。この地帯ではウクライナ楯状地が露出しているため、南ブーフ川の河原において早瀬が多く見られる。
歴史上の南ブーフ川は様々な名称で知られる。古代ギリシア人はこの河の河原が屈曲が多いことから、「ギパニス川」（意訳：「角川」）と読んでいた。しかし、中世から近世にかけてはスラヴ系の「ボーフ川」（意訳：「曲川」）が名前が定着した。同時代、ウクライナの南部を支配していたオスマン帝国では当川が「アクス川」（意訳：「白水川」）と呼ばれた。「南ブーフ川」という名称は18世紀以後、ロシア帝国時代に一般的となった。
南ブーフ川沿いの都市は以下の通りである。フメリニツキー、フメーリヌィク、ヴィーンヌィツャ、フヌィヴァーニ、ラディージン、サウラーニ、ハーイヴォロン、ペルヴォマーイシク、ユジュノウクライーンシク、ヴォズネセーンシク、ノヴァー・オデッサ、ムィコラーイウ。
南ブーフ川の支流は以下の通りである。
| - 主な支流 - プロースカ川（フメリニツキー州） - ヴォーウク川（同州） - テルノーヴァ川（同州） - イークワ川（同州） - ホモーラ川（同州） - ズハール川（ヴィーンヌィツャ州） - リーウ川（同州） - ソーブ川（同州） - ドーフナ川（同州） - サウラーンカ川 - デセーンカ川（同州） | - 主な左岸の支流 - スィニューハ川（キロヴォフラード州） - メルトヴォヴォード川（同州） - スィヌィーツャ川（同州） - インフール川（ムィコラーイウ州） - 主な右岸の支流 - ズハール川 - コディーマ川 - ヒヌィルィーイ・ヤラネーツィ川 |